# Laura Palmer
Laura Palmer è un personaggio immaginario protagonista della serie televisiva statunitense I segreti di Twin Peaks, creata da Mark Frost e David Lynch.
È interpretata da Sheryl Lee, con la voce italiana di Roberta Paladini. Laura Palmer era una liceale diciassettenne che conduceva un'insospettabile doppia vita. La ragazza è la vittima del misterioso omicidio al centro delle vicende della serie, che farà emergere i numerosi segreti della cittadina e darà inizio alle indagini dell'agente Cooper. All'epoca in cui la serie era trasmessa, la frase «Chi ha ucciso Laura Palmer?» divenne un vero e proprio tormentone.

## Biografia del personaggio

### Antefatti
Laura Palmer nacque a Twin Peaks, Washington, il 22 luglio 1971, da Leland e Sarah Palmer. Unica figlia della coppia, la giovane crebbe, da un lato, coccolata dall'amore dei genitori, dall'altro tuttavia, fin dalla prima adolescenza subì nella notte abusi sessuali da parte di un misterioso individuo che si fa chiamare BOB. Convincendosi che tale creatura esiste solamente nella sua mente, Laura cercò di portare avanti una vita normale diventando in breve la beniamina della popolazione e venendo ammirata sia a scuola che nella vita.
Il sentimento di disgusto e vergogna instillatole da BOB la portò però ad una profonda tristezza ed autocommiserazione, tale per cui arrivò a considerarsi una persona "malvagia" e desiderò di essere più simile alla migliore amica Donna Hayward, da lei considerata esempio assoluto di purezza. Nonostante i tentativi di cambiare, Laura si ritrovò a scivolare sempre più a fondo nel baratro della perdizione umana, cercando di affogare i dispiaceri ed il dolore tra valium e cocaina, motivo per il quale incominciò a frequentare il coetaneo Bobby Briggs ed il suo amico Leo Johnson, rifornitori di stupefacenti della cittadina.
Oscillando tra il bene e il male senza voler rinunciare a nessuna delle sue due vite per via del senso di completezza che le danno entrambe, Laura cominciò da un lato a prendere parte ad orge, posare per riviste porno, lavorare come accompagnatrice al One Eyed Jacks diventando amante del proprietario ed assumere quantità sempre maggiori di droghe; dall'altro ad assistere il giovane Johnny Horne, primogenito affetto da ritardi mentali degli Horne, e consegnare a domicilio i pasti agli anziani della comunità, mantenendo Donna lontana dagli aspetti torbidi della sua vita per mantenere integra quella purezza che le invidiò sempre.
A un certo punto nel 1989 iniziò a frequentarsi di nascosto con James Hurley, giovane motociclista che più volte tentò di convincerla a smettere con la cocaina.

### Morte
Dal 17 febbraio 1989, Laura cominciò ad avere strani sogni divinatori e di ammonimento in cui vide il Nano, l'agente Cooper e Annie. Inoltre ricevette criptiche previsioni sia dalla Signora del Ceppo, l'anziana signora Chalfont e soprattutto dall'uomo con un braccio solo; cose che la portarono finalmente ad intuire la vera identità di BOB: suo padre, Leland.
Sconvolta la ragazza partecipò ad un'orgia con Leo, Jacques e Ronette Pulaski nella sera del 23 febbraio. L'attività del gruppo venne però interrotta da Leland/BOB che, dopo aver messo in fuga i due uomini rapì e torturò le ragazze con l'intento di possedere Laura. L'intervento di MIKE tuttavia permise a Ronette di fuggire e a Laura di indossare l'anello di Teresa Banks; il quale crea un contratto vincolante secondo cui chiunque lo indossi dovrà essere ucciso per mano di BOB e la Garmonbozia derivata dall'omicidio sarà di proprietà del Nano.
Furibondo lo spirito la colpì contro la sua volontà ripetutamente fino ad ucciderla, dopodiché inserì sotto un'unghia della sua mano sinistra la lettera "R" e la gettò nel fiume dopo aver avvolto il suo corpo nella plastica. Come da contratto, direttosi nella Loggia Nera, BOB tramutò tutto il dolore provocato da Leland nell'uccidere sua figlia in Garmonbozia, e la diede al Nano. Il mattino del 24 febbraio 1989, il corpo di Laura Palmer venne rinvenuto a riva dal pescatore Pete Martell, dando inizio alle indagini dell'FBI ed alle vicende narrate nella serie.

### Post mortem
Nel finale del film prequel Fuoco cammina con me, Laura Palmer è mostrata nella Red room assieme all'agente Cooper ed al suo angelo custode, scena che probabilmente simboleggia la riacquisizione della sua purezza. Sebbene la scena venga mostrata dopo l'omicidio di Laura, è impossibile datare cronologicamente la scena in quanto nelle Logge il tempo non esiste.
Nel finale della serie televisiva, quando Cooper entra nella Loggia per salvare Annie dalle grinfie di Windom Earle, si imbatte nello spirito di Laura Palmer che dopo averlo salutato ammiccando gli dice: «Ci rivedremo tra venticinque anni». Poco dopo compare anche lo spettro di Maddy, che ammonisce l'agente: «Stai attento alla mia cuginetta». Infine si materializza il doppelgänger di Laura, che appare unicamente come una furia urlante dallo sguardo demoniaco e dall'atteggiamento iracondo.
Nella terza stagione, come previsto, lei e Cooper si incontrano di nuovo, e lei gli dice qualcosa nell'orecchio che lo lascia sbigottito. Poco dopo, un vortice la fa volare via, e Cooper incontra Leland Palmer, che gli chiede di trovare Laura.

## Caratterizzazione
(Incipit de Il diario segreto di Laura Palmer)
Laura è apparentemente simile a molte altre sue coetanee, ma in realtà profondamente diversa. Intelligente, estroversa, dolce, generosa, bella e di animo gentile, Laura è considerata dai genitori e dalla cittadinanza di Twin Peaks come un modello di perfezione da imitare: svolge attività di volontariato, è stata più volte eletta reginetta di bellezza, ha ottimi voti a scuola e tutti la conoscono, l'ammirano e l'amano. Sebbene la sua vita sembri idilliaca, Laura vive in realtà un profondo dramma interiore, legato, come si apprende dalle pagine del suo diario, alla perdita dell'innocenza a causa di un uomo che ella chiama BOB e che abusa di lei dalla prima adolescenza.
Laura ha sviluppato un terribile senso di colpa e, insieme a esso, una profonda e folle ossessione per il sesso compulsivo, che la porta ad avere numerosi amanti, quali Bobby Briggs, James Hurley, Leo Johnson, Harold Smith, il dottor Jacoby, Benjamin Horne, Jean Renault, Jacques Renault e anche Ronette Pulaski e Josie Packard nonché a servirsi di un forte ausilio di cocaina e a lavorare part-time al One Eyed Jacks come prostituta.
Tali ossessioni (sesso, droga e promiscuità) sono giustificate dalla ragazza stessa come "anestetizzanti" del dolore provato a causa di BOB. Il peso dei suoi segreti e il suo desiderio di confessare la sua doppia vita la porta a tenere due diari, uno dei quali contenente le verità riguardo alle sue più torbide passioni.
La consapevolezza di essere un'anima perduta non fa altro che spingerla più giù nel baratro della perdizione umana, da cui ella pensa, fin dalla giovanissima età, di non potersi mai salvare; motivo per il quale cerca di dissuadere la sua migliore amica, Donna Hayward, dal seguire le sue orme e scivolare nel suo stesso baratro.
È anche questa consapevolezza a condannarla a morte: ella si consegna nelle mani del suo assassino mediante il suo agire, in una specie di estremo sacrificio che, da ciò che sembra di capire, alla fine salverà la sua anima.

## Concezione e sviluppo
L'assassinio di Laura è possibilmente ispirato al caso irrisolto di omicidio di Hazel Irene Drew (1888-1908), una ragazza trovata morta a Sand Lake, New York, la cui storia era stata raccontata a Mark Frost da sua nonna Betty Calhoun.

### Casting
A causa del budget ridotto, inizialmente Lynch voleva scritturare una ragazza del posto di Seattle, per farle fare semplicemente "un cadavere". La "ragazza del posto" finì per essere Sheryl Lee. Lynch dichiarò: «Ma nessuno - non Mark, io, nessuno - aveva la minima idea che potesse recitare, o che sarebbe stata così potente solo facendo la morta». E poi, mentre Lynch girava la scena nella quale James va a prendere a casa Donna e Laura, si rese conto che Sheryl aveva qualcosa di speciale. Come risultato, Sheryl Lee divenne una presenza semi-fissa del cast, e Laura apparve in numerosi flashback, e Lee interpretò anche il personaggio della cugina di Laura, Maddy Ferguson.